# 비류강
비류강(沸流江)은 조선민주주의인민공화국의 강이다. 맹산군영봉과 양덕군오강산(吳江山)에서 발원해 대동강으로 흐르며, 대동강에서 3번째로 큰 강이다.